# طبقه اجتماعی در ایران
طبقات اجتماعی در ایران
طبقهٔ اجتماعی در ایران به طبقهٔ اعیان، طبقهٔ متوسطِ روبه‌بالا، طبقهٔ متوسطِ حقوق‌بگیر، طبقهٔ کارگر، طبقهٔ کشاورزانِ مستقل و روزمُزدبگیرانِ روستایی تقسیم شده‌است. برخی منابعِ پژوهشی نیز طبقه هایِ اجتماعیِ ایران را به طبقهٔ اعیان، طبقهٔ متوسط (پیرامونِ ۳۲٪ از جمعیت در سالِ ۲۰۰۰ م) طبقهٔ کارگر (پیرامونِ ۴۵٪ از نیروی کار) و طبقهٔ فرودست تقسیم می‌کند.
مطالعات جدیدتر، طبقات اجتماعی در ایران را بر اساس شاخص‌های اقتصادی همچون متوسط درآمد ماهانه به سه طبقه بالا (۱۰ درصد ثروتمند)، طبقه متوسط (۴۰ درصد بعدی) و طبقه پایین (۵۰ درصد پایین) تقسیم‌بندی کرده‌اند.
یکی از اهداف اصلی انقلاب ایران از بین بردن طبقات اجتماعی بود. در دورهٔ پس از انقلاب، دسترسی به قدرت سیاسی، که در ایران پیش از انقلاب مبنایی مهم برای سنجش نفوذ و جایگاه نخبگان بود، همچنان اهمیت خود را برای تعیین وضعیت اجتماعی حفظ کرده است، اگرچه ترکیب نخبگان سیاسی تغییر کرده است. در دههٔ اول پس از سال ۱۳۵۷، ورود به جمع نخبگان سیاسی در سطح ملی یا استانی به داشتن اعتبار انقلابی بستگی داشت. این اعتبار شامل توانایی ارائه شواهدی از شرکت در تظاهرات و دیگر فعالیت‌های انقلابی در طی سال‌های ۱۳۵۶–۱۳۵۷ و داشتن شهرت به‌عنوان یک مسلمان خوب بود. شهرت مذهبی لازم از طریق شرکت در نمازهای جماعت و رعایت کدهای رفتاری اسلامی در زندگی شخصی به دست می‌آمد. اعتبار انقلابی برای نسلی که پس از اوایل دهه ۱۳۷۰ به بلوغ رسید، اهمیت کمتری یافت. آموزش، به ویژه داشتن مدرک دانشگاهی، به‌طور غیررسمی جایگزین اعتبار انقلابی شد.

## طبقه اعیان
در جامعه ایران، ده درصد بالای درآمدی تنها ۳٪ از کل مالیات‌های درآمدی را پرداخت می‌کنند، در حالی که در ایالات متحده، ده درصد بالای درآمدی بیش از ۷۰٪ از کل مالیات‌های درآمدی را می‌پردازند (هرچند میلیاردرهای آمریکایی به‌طور جمعی ثروتمندتر از همتایان ایرانی خود هستند). طبقه بالای پس از انقلاب شامل برخی از همان گروه‌های اجتماعی نخبگان قدیم، مانند مالکان بزرگ زمین، صنعت‌گران، سرمایه‌گذاران، و تجار بزرگ بود. بیشتر این گروه‌ها از ایران مهاجرت کرده و اموالشان توسط دولت مصادره شده است.اقلیتی از طبقه بالای پیش از انقلاب همچنان در ایران زندگی و کار می‌کنند، اما به‌طور کلی چنین افرادی در موقعیت‌های دارای نفوذ سیاسی قرار ندارند. افرادی که دارای نفوذ سیاسی بودند شامل روحانیون عالی‌رتبه، کارمندان بلندپایه دولتی، مدیران اجرایی شرکت‌های عمومی و خصوصی و بنیادهای خیریه، و کارآفرینان ثروتمند بودند؛ هیچ‌کدام از این افراد بخشی از نخبگان اقتصادی و اجتماعی پیش از انقلاب نبودند.
اگرچه در ابتدا داشتن شهرت برای تقوا و وفاداری به آرمان‌های انقلاب نسبت به خانواده یا ثروت ویژگی مهم‌تری برای مشارکت در نخبگان سیاسی پس از انقلاب بود، افرادی که به موقعیت‌های قدرتمند سیاسی دست یافتند حقوق‌های سخاوتمندانه‌ای دریافت کردند که آن‌ها را به بالاترین رده‌های درآمدی ارتقا داد و دسترسی به فرصت‌های متعدد مشروع برای کسب ثروت بیشتر را فراهم کرد. فرزندان نخبگان جدید معمولاً تشویق به دریافت تحصیلات دانشگاهی شده‌اند و از اواسط دهه ۱۳۷۰، مدرک تحصیلات تکمیلی از دانشگاه‌های خارجی به نمادی از جایگاه اجتماعی تبدیل شده است. این روندهای اجتماعی به‌تدریج و به‌طور غیررسمی معیارهای جذب در نخبگان سیاسی را تغییر داده است: داشتن مدرک دانشگاهی و ارتباط با خانواده‌های برجسته مذهبی یا انقلابی به مزیتی در رقابت برای موقعیت‌های دارای نفوذ سیاسی تبدیل شده است.
تا سال ۲۰۱۶، تخمین زده می‌شد که ایران سه میلیون نفر با دارایی بیش از یک میلیارد تومان (۲۷۰٬۰۰۰ دلار)، ۳۲٬۰۰۰ نفر با دارایی خالص بالای ۳ میلیون دلار، ۱٬۳۰۰ نفر چندمیلیونر با دارایی خالص ۱۰ میلیون دلار یا بیشتر، و چهار میلیاردر داشته باشد.
رئیس‌جمهور وقت ایران، محمود احمدی‌نژاد، اظهار داشت که ۶۰ درصد از ثروت کشور در اختیار ۳۰۰ نفر است (از جمعیت ۸۰ میلیونی ایران در سال ۲۰۱۶).ایرانیان ثروتمند، شرکت‌ها، و خریداران تحت حمایت دولت تا ۸.۵ میلیارد دلار در املاک و مستغلات خارجی طی پنج تا ده سال آینده (۲۰۱۶) هزینه خواهند کرد.

## طبقه متوسط
پس از انقلاب، ترکیب طبقه متوسط تغییر قابل توجهی نکرد، اما اندازه آن از حدود ۱۵ درصد جمعیت در سال ۱۳۵۷ به بیش از ۳۲ درصد در سال ۲۰۰۰ دو برابر شد. چندین گروه اجتماعی پیش از انقلاب همچنان قابل شناسایی بودند، از جمله کارآفرینان، بازرگانان بازار، پزشکان، مهندسان، استادان دانشگاه، مدیران بخش خصوصی و عمومی، کارمندان دولتی، معلمان، مالکان زمین‌های متوسط، افسران نظامی رده پایین، و روحانیون شیعه در رده‌های میانی. گروه‌های جدیدی نیز ظهور کردند، از جمله تکنسین‌های حوزه‌های تخصصی مانند ارتباطات، کامپیوتر، الکترونیک، و خدمات پزشکی؛ مهندسان کارخانجات کوچک؛ مالکان شرکت‌های ساختمانی و حمل‌ونقل؛ و کارکنان حرفه‌ای رسانه‌های چاپی و تصویری. بازرگانان، به‌ویژه آن‌هایی که با سازمان‌های مرتبط با بازار ارتباط داشتند، حتی اگر فروشگاه‌هایشان خارج از بازارهای سنتی سرپوشیده قرار داشت، به قدرت سیاسی‌ای دست یافتند که پیش از انقلاب از آن برخوردار نبودند.
شکاف فرهنگی پیش از انقلاب بین افراد طبقه متوسط با دیدگاه سکولار و کسانی که به نقش دین در زندگی عمومی و خصوصی ارزش می‌دادند، از بین نرفت. با این حال، از سال ۱۳۵۷، رابطه سیاسی میان این دو دیدگاه متضاد معکوس شده است. در حالی که در دوره پادشاهی دولت تلاش می‌کرد دین را به حوزه خصوصی محدود کند، در جمهوری اسلامی دولت به‌طور آگاهانه دین را در زندگی عمومی ترویج کرده است. ایرانیان سکولار تمایل دارند به این نقش غالب دیدگاه مذهبی در سیاست و جامعه اعتراض کنند، به‌ویژه تجلیات آن در قوانین و مقررات متعددی که آنها آن را مداخله در زندگی شخصی خود می‌دانند. اگرچه شکاف سکولار-مذهبی در میان تمام گروه‌های شغلی وجود دارد، به‌طور کلی کسانی که ارزش‌های مذهبی و رعایت عمومی نماز و آیین‌های دینی را ترویج می‌کنند، بیشتر در بازار، نیروهای امنیتی، و موقعیت‌های مدیریتی در بوروکراسی‌ها متمرکز هستند تا در سایر مشاغل و حرفه‌ها.

## طبقه کارگر
یک طبقه کارگر شهری و صنعتی، جدا از طبقه سنتی صنعتگران شهرها، از اوایل قرن بیستم در حال شکل‌گیری بوده است. برنامه‌های صنعتی‌سازی شاهان پهلوی محرک گسترش این طبقه شد. تا اوایل دهه ۱۳۵۰، هویت متمایز طبقه کارگر با عنوان «کارگر» شکل گرفته بود، اگرچه افرادی که این عنوان را برای خود به کار می‌بردند، گروهی متحد را تشکیل نمی‌دادند. در عوض، طبقه کارگر بر اساس بخش‌های اقتصادی مختلف تقسیم‌بندی شده بود: صنعت نفت، تولید، ساخت‌وساز، و حمل‌ونقل؛ همچنین بسیاری از اعضای این طبقه به‌عنوان مکانیک مشغول به کار بودند. بزرگ‌ترین بخش این طبقه، کارگران کارخانه بودند که تعداد آن‌ها در آستانه انقلاب حدود ۲.۵ میلیون نفر بود، دو برابر تعداد آن‌ها در سال ۱۹۶۵، و ۲۵ درصد از کل نیروی کار ایران را تشکیل می‌دادند.
از سال ۱۳۵۷، طبقه کارگر شهری به گسترش خود ادامه داده است؛ تا اوایل دهه ۲۰۰۰، این طبقه بیش از ۴۵ درصد از نیروی کار شاغل را تشکیل می‌داد. با این حال، همانند وضعیت پیش از انقلاب، کارگران در هر شغل خاص هویت مشترکی نداشتند و بر اساس مهارت‌های ادعایی خود تقسیم می‌شدند. به عنوان مثال، کارگران ماهر در صنعت ساخت‌وساز، مانند نجاران، برق‌کاران، و لوله‌کش‌ها، دستمزدهای قابل‌توجهی بالاتر از کارگران غیرماهر که تعداد بیشتری داشتند، دریافت می‌کردند و معمولاً به این دسته از کارگران با دیده تحقیر نگاه می‌کردند. تفاوت‌های مشابه در جایگاه اجتماعی میان کارگران صنعت نفت و تولید نیز رایج بود. تخمین زده می‌شود که در اوایل دهه ۲۰۰۰ حدود ۷ درصد از کل کارگران، پناهندگان افغان بودند. این کارگران عمدتاً در مشاغل غیرماهر، به‌ویژه در بخش ساخت‌وساز، متمرکز بودند. از آنجا که اکثر کارگران افغان پس از سال ۱۹۹۲ مجوز کار نداشتند و به صورت غیرقانونی کار می‌کردند، کارفرمایان می‌توانستند به آن‌ها کمتر از حداقل دستمزد روزانه پرداخت کنند و مزایای موردنیاز برای کارگران ایرانی را ارائه ندهند.
هم در دوره پادشاهی و هم در جمهوری اسلامی، دولت فعالیت‌های اتحادیه‌ای را به‌شدت کنترل کرده است. پس از انقلاب، وزارت کار خانه کارگر را برای حمایت از اتحادیه‌های اسلامی در شرکت‌های بزرگ تولیدی تأسیس کرد. این اتحادیه‌ها از طریق ترکیبی از همسو کردن کارگران با افزایش و پاداش‌های دوره‌ای و همکاری با مقامات برای شناسایی و تنبیه کارگرانی که تمایلات استقلال‌طلبانه نشان می‌دهند، اعتصابات را دلسرد می‌کنند. اتحادیه‌های اسلامی عموماً در جلوگیری از اعتصابات بزرگ کارگری موفق بوده‌اند؛ سابقه طولانی تفرقه در میان گروه‌های شغلی مختلف طبقه کارگر و میان کارگران ماهر و غیرماهر در صنایع مختلف به این موفقیت نسبی کمک کرده است. با این حال، از اوایل دهه ۱۹۹۰، اعتصابات پراکنده‌ای برخلاف کنترل اتحادیه‌ها رخ داده است. در برخی موارد، این اعتصابات از طریق مذاکرات به‌صورت مسالمت‌آمیز حل شده‌اند، در حالی که در موارد دیگر با خشونت از سوی نیروهای امنیتی سرکوب شده‌اند.

## طبقه فرودست
طبقه کارگر بخشی از طبقه پایین شهری، یا مستضعفین، است؛ گروه اجتماعی‌ای که شامل تمام خانواده‌هایی می‌شود که درآمد خانوارشان اندکی بالاتر، برابر، یا پایین‌تر از خط فقر تعریف‌شده رسمی قرار دارد. در شهرهایی با جمعیت بیش از ۲۵۰٬۰۰۰ نفر، طبقه پایین به طور متوسط ۴۰ تا ۵۰ درصد از کل جمعیت را تشکیل می‌دهد؛ نسبت این طبقه معمولاً در شهرهای کوچک‌تر (۵۰٬۰۰۰ تا ۲۵۰٬۰۰۰ نفر جمعیت) و شهرک‌ها کمتر است.در سال ۲۰۱۰، اداره آمار ایران اعلام کرد که ۱۰ میلیون ایرانی زیر خط فقر مطلق و ۳۰ میلیون زیر خط فقر نسبی زندگی می‌کنند.آمار ۳ میلیون کارگر نیز از این ارقام مستثنی شده است، زیرا داده‌های مربوط به آن‌ها در هیچ‌جا ثبت نشده است.
طبقه پایین را می‌توان به دو گروه تقسیم کرد: فقرا به‌طور نسبی که درآمد منظم هفتگی یا ماهانه دریافت می‌کنند و فقرا به‌طور مطلق که درآمدشان از ماهی به ماه دیگر تغییر می‌کند و بنابراین در پرداخت هزینه‌های غذا، مسکن و خدمات عمومی مشکل دارند. دریافت‌کنندگان درآمدهای منظم شامل بازنشستگان، کارگران صنعتی و ساختمانی، و افرادی هستند که در بخش‌های مختلف خدمات مشغول به کارند، مانند دستیاران در آرایشگاه‌ها، سالن‌های زیبایی، حمام‌های عمومی، نانوایان، فروشندگان، خدمتکاران خانگی، باغبان‌ها، جمع‌آوری‌کنندگان زباله و آشغال، نقاش‌ها و گچ‌کارها (منزل‌ها)، باربران، پاک‌کنندگان خیابان‌ها، دست‌فروشان، فروشندگان خیابانی، نظافتچی‌های اداری و کارکنان خشکشویی. این دسته‌های شغلی، به‌علاوه سایر موارد، شامل حداقل یک میلیون کارگر هستند که فقط به‌طور مقطعی یا فصلی مشغول به کار می‌شوند، عمدتاً به دلیل کمبود موقعیت‌های شغلی تمام‌وقت در اقتصادی که از اوایل دهه ۱۹۹۰ دارای نرخ بیکاری رسمی بین ۱۰ تا ۱۵ درصد از نیروی کار بوده است. اگرچه بسیاری از نهادهای دولتی و خیریه‌های خصوصی به فقرا کمک می‌کنند، اما پذیرش این کمک‌ها معمولاً با یک انگ اجتماعی همراه است، به‌ویژه میان مردان بالغ که دیگران آن‌ها را بر اساس توانایی‌شان در تأمین معیشت خانواده قضاوت می‌کنند. در میان برخی از فقرا در بزرگ‌ترین شهرها، به‌ویژه خانواده‌هایی که سرپرست زن دارند، از اواسط دهه ۱۹۹۰ تمایل فزاینده‌ای به تکدی‌گری برای تکمیل درآمد وجود داشته است. برخی محله‌های فقیر در بزرگ‌ترین شهرها، مانند «خاک سفید» در جنوب‌شرقی استان تهران، به‌دلیل فعالیت‌های باندها و خانه‌های امنی که برای فعالیت‌های غیرقانونی مانند فحشا، قمار و قاچاق مواد مخدر ایجاد کرده‌اند، شهرت منفی پیدا کرده‌اند.
تعداد کودکان خیابانی در ایران بین ۶۰٬۰۰۰ تا ۲۰۰٬۰۰۰ نفر برآورد می‌شود.